# Пеньон де Алхусемас
Пеньон де Алхусемас (на испански: Peñón de Alhucemas – Скала Алхусемас), или само Алхусемас, е остров край африканския бряг, част от Суверенните територии (Plazas de soberanía) на Испания.
Той е най-големият остров в малкия архипелаг Алхусемас, включващ още необитаемите острови Исла де Мар (на 900 м северозападно) и Исла де Тиера (на 100 м югозападно от него и на 140 метра от мароканския бряг). Островите са испански от 1559 г., когато са предадени на Испания от мароканската династия Саади срещу защита от Османската империя. През 1673 г. Испания изпраща там постоянен гарнизон, който продължава да заема острова. Сега във форта има 60 войници.
Пеньон де Алхусемас е разположен само на 570 метра от брега на Мароко (югоизточно от град Ал Хосейма), на 84 km западно от Мелиля и на 146 km източно от Сеута. Островчето представлява издигната скала с височина 27 m, дължина 70 m, ширина 50 m и обща площ от 1,5 хектара. То е изцяло заето от форт с няколко сгради, кула, църква и вертолетна площадка. Няма постоянно население, само испански военен гарнизон. Чрез малък мост е свързан с островчето Ла Пулпера, използвано за гробище.